# Обласні автомобільні шляхи Запорізької області
Обласні автомобільні шляхи Запорізької області — автомобільні шляхи обласного значення, що проходять територією Запорізької області України. Список включає усі дороги місцевого значення області, головним критерієм для визначення порядку слідування елементів є номер дороги в переліку.
Усього обласних доріг місцевого значення в Запорізькій області є 2515,9 км.

## Перелік обласних автомобільних шляхів у Запорізької області
| Індекс та номер дороги | Найменування автомобільної дороги                                     | Протяжність, км | Опис | OpenStreetMap |
| ---------------------- | --------------------------------------------------------------------- | --------------- | ---- | ------------- |
| О080101                | Бердянськ — Осипенко — М14                                            | 24,3            |      |               |
| О080102                | Шевченкове — Андрівка — Роза — Азовське — М14                         | 32              |      |               |
| О080103                | Старопетрівка — Новопетрівка — межа області                           | 25,5            |      |               |
| О080204                | Приморське — М18                                                      | 10,4            |      |               |
| О080205                | М18 — Приморське — Степногірськ — Малі Щербаки                        | 36,9            |      |               |
| О080206                | Н30 — Українка — Любимівка — станція Бурчацьк                         | 27,4            |      |               |
| О080288                | Василівка — Дніпрорудне — Р37                                         | 22,6            |      |               |
| О080307                | Велика Білозерка — Верхній Рогачик                                    | 13,8            |      |               |
| О080408                | Веселе — Нижні Сірогози                                               | 20              |      |               |
| О080409                | Веселе — Озерне — Новоданилівка                                       | 58              |      |               |
| О080510                | Вільнянськ — Орлівське                                                | 41,9            |      |               |
| О080511                | Вільнянськ — Славгород                                                | 19,8            |      |               |
| О080512                | Вільнянськ — Бекарівка — Новотавричеське — Н08                        | 25,3            |      |               |
| О080513                | М18 — Новогупалівка                                                   | 13,7            |      |               |
| О080514                | Н15 — Наталівка — Новоолександрівка — Малокатеринівка                 | 33,8            |      |               |
| О080615                | Гуляйполе — Марфопіль — Новоселівка — Тернове                         | 32,6            |      |               |
| О080616                | Любимівка — Самійлівка — Червоноселівка                               | 21,4            |      |               |
| О080617                | Приютне — Новозлатопіль — Красноселівка — Федорівка — Кінські Роздори | 49,6            |      |               |
| О080618                | Гуляйполе — Любимівка — Старомлинівка                                 | 38,8            |      |               |
| О080619                | Гуляйполе — Успенівка — Зелене Поле                                   | 32,3            |      |               |
| О080720                | М18 — Балабине — Малокатеринівка                                      | 19,5            |      |               |
| О080721                | Лежине — Новостепнянське — Кирпотине                                  | 8,5             |      |               |
| О080789                | Запоріжжя — Біленьке                                                  | 28,3            |      |               |
| О080822                | Велика Знам'янка — Верхній Рогачик                                    | 18              |      |               |
| О080823                | Т 1804 — Дніпровка                                                    | 19,7            |      |               |
| О080824                | Дніпровка — Благовіщенка — Р37                                        | 20,1            |      |               |
| О080925                | Комиш-Зоря — Кузнецівка — Зачатівка                                   | 45,1            |      |               |
| О080926                | Самійлівка — Запорізьке — Новозлатопіль — Н08                         | 30,5            |      |               |
| О081027                | Вознесенка — Нововасилівка                                            | 23,9            |      |               |
| О081028                | М18 — Троїцьке                                                        | 7               |      |               |
| О081029                | М18 — Данило-Іванівка — Радивонівка                                   | 14              |      |               |
| О081030                | Арабка — Астраханка — Мордвинівка — Гірсівка — Степанівка Перша       | 78,4            |      |               |
| О081031                | Орлове — Світле — Владівка — Степове                                  | 43,1            |      |               |
| О081032                | Світлодолинське — Астраханка — Нововасилівка — Ботієве                | 52              |      |               |
| О081133                | Михайлівка — Орлянське                                                | 8,9             |      |               |
| О081134                | М18 — Роздол — Кохане                                                 | 15,9            |      |               |
| О081135                | Михайлівка — Т 0811                                                   | 16,5            |      |               |
| О081136                | Високе — Молочанськ — Новомиколаївка                                  | 28,7            |      |               |
| О081190                | Михайлівка — Матвіївка                                                | 22,6            |      |               |
| О081237                | Новомиколаївка — Сторчове — Максимівка — Михайло-Лукашеве             | 40,8            |      |               |
| О081238                | Терсянка — Тернувате — Верхня Терса — станція Гуляйполе               | 47,5            |      |               |
| О081239                | Синельникове — Петропавлівське — Нововолодимирівка                    | 19,2            |      |               |
| О081240                | О081343 — Листівка — Терсянка                                         | 19,6            |      |               |
| О081341                | Комишуваха — Ясна Поляна — Барвінівка — Різдвянка                     | 47,2            |      |               |
| О081342                | Комишуваха — Магдалинівка — Юрківка — Таврійське — Омельник           | 51,6            |      |               |
| О081343                | Трудооленівка — Ясна Поляна — Одарівка                                | 27,4            |      |               |
| О081344                | Свобода — Широке — Верхня Терса — Криничне                            | 19,6            |      |               |
| О081345                | Новотроїцьке — Вільнянка — Микільське                                 | 18,7            |      |               |
| О081346                | Оріхів — Новопавлівка — Юрківка                                       | 10,4            |      |               |
| О081347                | Н08 — Новопокровка — Білогір'я — Лугівське                            | 8,3             |      |               |
| О081348                | Н08 — Новоандріївка — Т 0408                                          | 39,9            |      |               |
| О081349                | Оріхів — Мирне — Молочанськ                                           | 54              |      |               |
| О081450                | Станція Новокарлівка — Вербове — Т 0401                               | 20,9            |      |               |
| О081451                | Т 0815 — Багате — Івана Франка — Т 0401                               | 22              |      |               |
| О081452                | Балочки — Надійне                                                     | 39,7            |      |               |
| О081491                | Пологи — Кінські Роздори — Андріївка — Нововасилівка — Бердянськ      | 102,6           |      |               |
| О081553                | Астраханка — Розівка — О081560                                        | 17              |      |               |
| О081554                | Приазовське — Надеждине — Гірсівка                                    | 19,8            |      |               |
| О081555                | Приазовське — Дівнинське — Олександрівка                              | 25              |      |               |
| О081556                | Дівнинське — Новокостянтинівка — Чкалове — Степанівка Перша           | 28,9            |      |               |
| О081557                | Приазовське — Шевченка — Новокостянтинівка                            | 19,9            |      |               |
| О081558                | Під'їзд до с. Приморський Посад                                       | 4,4             |      |               |
| О081559                | Ботієве — Новокостянтинівка                                           | 13,9            |      |               |
| О081560                | Приазовське — Новоспаське — Могутнє                                   | 64,8            |      |               |
| О081661                | Новоспаське — Петрівка — Ганнівка — Богданівка — М14                  | 33,8            |      |               |
| О081662                | Приморськ — Борисівка — Єлизаветівка — Андріївка — Берестове          | 65              |      |               |
| О081663                | Борисівка — Дмитрівка — Софіївка                                      | 37,4            |      |               |
| О081664                | Болгарка — Новоолексіївка — Орлівка — Ботієве                         | 44,9            |      |               |
| О081665                | Приморськ — Преслав — М14                                             | 16,3            |      |               |
| О081667                | Орлівка — Лазурне                                                     | 9,3             |      |               |
| О081668                | Приморськ — Набережне                                                 | 16,8            |      |               |
| О081869                | Токмак — Лагідне — Зарічне                                            | 48,3            |      |               |
| О081870                | Молочанськ — Старобогданівка — Троїцьке — Терпіння — Трудове          | 55,6            |      |               |
| О081871                | Т 0408 — Пшеничне — Скелювате — Трудове — Т 0813                      | 14,8            |      |               |
| О081872                | Токмак — Іванівка — Остриківка                                        | 6,1             |      |               |
| О081873                | Роботине — Успенівка — Вербове                                        | 9,9             |      |               |
| О081874                | Очеретувате — Новомихайлівка — Новоказанкувате — Новополтавка — Зоря  | 35,7            |      |               |
| О081975                | О081977 — Обіточне — Андріївка                                        | 22,5            |      |               |
| О081976                | Чернігівка — Богданівка — Н30                                         | 19,8            |      |               |
| О081977                | Станція Верхній Токмак І — Вершина Друга                              | 19,7            |      |               |
| О081978                | Чернігівка — Новоказанкувате                                          | 8,5             |      |               |
| О081979                | Просторе — Ільїне — Маківка                                           | 27,9            |      |               |
| О081980                | Станція Верхній Токмак II — Могиляни — станція Нельгівка              | 21,2            |      |               |
| О081981                | О081976 — Просторе — Квіткове                                         | 12,2            |      |               |
| О081982                | Чернігівка — Станція Верхній Токмак I                                 | 6,7             |      |               |
| О081983                | Чернігівка — Новополтавка — Семенівка — Басань                        | 33,4            |      |               |
| О081984                | Тарасівка — Нельгівка — Радолівка                                     | 23,1            |      |               |
| О082085                | Якимівка — М18                                                        | 3,7             |      |               |
| О082086                | Якимівка — Новоданилівка — Таврійське — Петрівка                      | 35,5            |      |               |
| О082087                | М18 — Давидівка — Атманай                                             | 29              |      |               |